# Essex man
Essex man, así como el Mondeo man, es un concepto que alude a un estereotipo político representativo del votante mediano. Se popularizó en la Inglaterra de la década de 1990 y se empleó como herramienta conceptual para explicar el éxito electoral de Margaret Thatcher en la década previa. El concepto de Mondeo man está muy relacionado, aunque se conectó con el tipo de votante que el Partido Laborista procuró atraer para ganar las elecciones del año 1997.

## Antecedentes
Aunque se suele considerar que el Partido Laborista es la elección natural de la clase obrera, tradicionalmente ha habido un grupo dentro de ella que se ha inclinado por el Partido Conservador, lo que lo aparta del fenómeno del "Essex man".
Tras la Segunda Guerra Mundial, se produjo un gran cambio social en el sureste de Inglaterra. Se incentivó a las familias de clase obrera a que abandonasen los barrios del interior de Londres que habían sido dañados por los bombardeos, y que se trasladaran a los edificios recientemente construidos y de propiedad municipal. Estos se hallaban encuadrados en barrios nuevos, insertos administrativamente en los home counties, incluyendo Basildon y Harlow en Essex
A raíz del declive del trabajo cualificado industrial en la década de 1980, ese grupo ha buscado profesiones típicas de la clase media o ha optado por la emprendeduría. Sus hijos han disfrutado de oportunidades locativas, educativas y laborales muy alejadas de las experiencias de sus padres.

## Essex man y Thatcherismo
Las políticas de Margaret Thatcher de los años 1979 a 1990 incluyeron reducciones impositivas, control de la inflación y la venta de viviendas de propiedad municipal a precios subsidiados. Se cree que estas políticas (en particular, el derecho a compra de los inmuebles) fueron las que movieron a muchos votantes en Essex, tradicionalmente laboristas, a cambiar su voto en las elecciones generales de 1979, 1983 y 1987.
El Oxford English Dictionary (OED) enumera la primera referencia al Essex man el día 7 de octubre de 1990 en el Sunday Telegraph, aunque existe una referencia anterior el día 26 de enero de 1990 en Campaign: Representative David Amess of new Essex man, working-class, father electrician, right-wing, keen hanger, noisily rambunctious, no subtlety". 
Dadas las similitudes entre la política de Thatcher en Gran Bretaña y la de Ronald Reagan en Estados Unidos, el término contemporáneo "Reagan Democrat" es análogo al "Essex man". 

## Mondeo man
El concepto de "Mondeo man" lo popularizó Tony Blair en una frase que utilizó en la conferencia del Partido Laborista de 1996. Recordó al propietario de un Ford Sierra que había conocido en la circunscripción de Sedgefield durante la campaña electoral de las elecciones generales de 1992. El hombre con el que habló era un exvotante laborista; electricista autónomo y propietario de su coche y de una vivienda que había comprado al ayuntamiento. Se preguntaba qué tenía que ofrecerle el Partido Laborista a tenor de las políticas del partido en materia fiscal e hipotecaria, con sendas apreciaciones:
Su padre votaba al Partido Laborista, dijo. Él también lo había votado. Pero se había comprado su casa. Había iniciado su propio negocio. Le iba muy bien. "De modo que me hice Tory", dijo. En ese momento para mí cristalizó la base de nuestro fallo... Sus instintos eran progresar en la vida. Él creía que nuestros instintos atentaban contra los suyos. Sin embargo esa jamás fue nuestra historia ni nuestro propósito
Esta es la historia que se ha citado como fuente de inspiración del laborismo de Blair y de que el "Mondeo man" superase al "Essex man" como objetivo electoral del Partido Laborista durante la campaña de 1997 (En 1993 el Mondeo había reemplazado al Sierra, de ahí el malentendido que originó el Mondeo man). Ulteriormente Blair ganó las elecciones de 1997 logrando un triunfo aplastante.